# Jo-Ann Zazelenchuk
Pour les articles homonymes, voir Zazelenchuk.
Jo-Ann Zazelenchuk  (née le 15 octobre 1958) est une femme politique provinciale canadienne de la Saskatchewan. Elle représente la circonscription de Saskatoon Riversdale à titre de députée du Parti progressiste-conservateur de la Saskatchewan de 1982 à 1986.

## Biographie
Née à Saskatoon, Zazelenchuk étudie à l'Université de la Saskatchewan et à l'Université de Calgary. Avant son entrée en politique, elle travaille comme agente immobilière et préposée dans une station service. En 1982, elle défait le vice-premier ministre néo-démocrate Roy Romanow par une faible marge et devient, à 23 ans, la plus jeune députée élue à l'Assemblée législative de la Saskatchewan. Tentant une réélection en 1986, elle est très largement défait par Romanow.